# Philadelphia Amateur
Het Philadelphia Amateur (voorheen  Individual Championship Tournament) is een jaarlijks golftoernooi voor amateurs die lid zijn van de Golf Association of Philadelphia (GAP), die het toernooi organiseert. De GAP werd in 1897 opgericht en is de oudste golffederatie in de Verenigde Staten. 
Al in het eerste jaar organiseerde de GAP de eerste editie van het Philadelphia Amateur. De eerste winnaar was Albert Smith van de Philadelphia Cricket Club.

## Winnaars
| Matchplay - 1897: Albert H. Smith - 1898: William P. Smith - 1899: Francis H. Bohlen - 1900: Fergus M. Mackle - 1901: William P. Smith - 1902: William P. Smith - 1903: Howard W. Perrin - 1904: Harold B. McFarland - 1905: Rodman E. Griscom - 1906: Howard W. Perrin - 1907: Harold B. McFarland - 1908: Dr. Simon Carr - 1909: Walter G. Pfiel - 1910: Wirt L. Thompson - 1911: Albert H. Smith - 1912: Harold B. McFarland - 1913: Harold B. McFarland - 1914: Horace H. Francine - 1915: Hugh L. Willoughby - 1916: Cameron B. Buxton - 1917: Cameron B. Buxton - 1918: niet gespeeld - 1919: George W. Hoffner - 1920: J. Wood Platt - 1921: Lucious F. Deming - 1922: J. Wood Platt - 1923: Max Marston - 1924: J. Wood Platt - 1925: Philip L. Corson - 1926: William J. Platt - 1927: Spencer L. Jones - 1928: J. Wood Platt - 1929: Philip L. Corson - 1930: Theodore Johnston - 1931: Robert H. Albertus - 1932: J. Griffith Boardman - 1933: Christopher Brinke - 1934: Willard H. Goeckler - 1935: Bill Hyndman - 1936: Jack F. Buchanan | 72 holes strokeplay - 1937:Charels A. Reckner - 1938: J. Wood Platt - 1939: J. Wood Platt - 1940: William J. Platt Matchplay - 1941: John J. Penrose - 1942: J. Wood Platt - 1943: niet gespeeld - 1944: niet gespeeld - 1945: niet gespeeld - 1946: John Markel - 1947: W.B. McCullough Jr - 1948: George Rowbotham - 1949: Lincoln Roden III - 1950: Lincoln Roden III - 1951: Harold S. Cross Jr - 1952: Samuel Penecale - 1953: Richard Allman - 1954: John Dyniewski - 1955: John Dyniewski - 1956: Howard Everitt - 1957: Howard Everitt - 1958: Bill Hyndman - 1959: Cornelius Campbell - 1960: John H. Guenther Jr - 1961: Howard Everitt - 1962: John Dyniewski - 1963: John G. Hendrickson - 1964: Robert Beirne - 1965: Bill Hyndman - 1966: James P. King - 1967: O. Gordon Brewer Jr - 1968: James T. Meyer - 1969: Allan Sussel - 1970: Donald Norbury - 1971: Don Morano - 1972: Raymond Thompson - 1973: Jay Sigel - 1974: Herman J. Fry - 1975: Arthur Jacoby | - 1976: O. Gordon Brewer Jr - 1977: Chip Lutz - 1978: Charles L. Bolling Jr - 1979: George Marucci Jr - 1980: Benjamin D. Goldman - 1981: Gary Deetscreek - 1982: Chris Anderson - 1983: Chris Anderson - 1984: Chris Lange - 1985: George Marucci Jr - 1986: Andy Thompson - 1987: Jay Sigel - 1988: Brian Rothaus - 1989: Charles Dowds III - 1990: Tom Carter - 1991: David K. Brookreson - 1992: Jim Spagnolo - 1993: Chris Lange - 1994: Chris Lange - 1995: James Kania Sr - 1996: William McGuinness - 1997: Lee McEntee - 1998: Andy Thompson - 1999: Jim Sullivan Jr - 2000: Michael Hyland - 2001: Brian Gillespie - 2002: Billy Stewart - 2003: Michael Tash - 2004: Scott Ehrlich - 2005: Clint Deibert - 2006: Kyle Davis - 2007: Phil Bartholomew - 2008: Michael McDermott - 2009: Conrad Von Borsig - 2010: Justin Martinson - 2011: Michael Hyland - 2012: Brian Colbert - 2013: Michael McDermott Philadelphia Senior Amateur - 1983: Bill Hyndman |

## Trivia
Er is ook een  Philadelphia Open Amateur en een Philadelphia Senior Open Amateur. Open betekent hier dat ook amateurs die niet in Philadelphia wonen, kunnen inschrijven.